# 야로미르

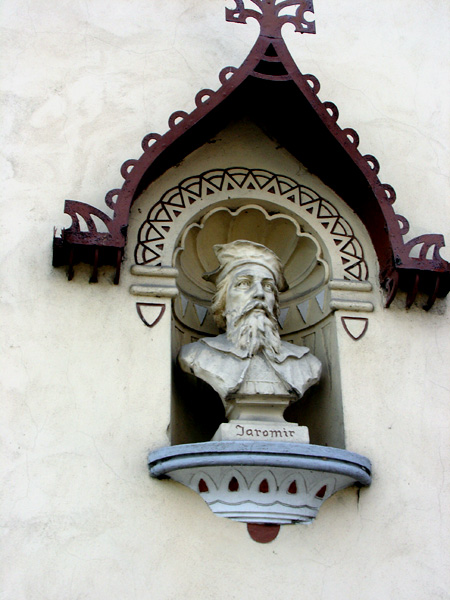
야로미르

야로미르(체코어: Jaromír, ? ~ 1035년 11월 4일)는 보헤미아의 공작(재위: 1004년 ~ 1012년, 1033년 ~ 1034년)이다.

## 생애
볼레슬라프 2세 공작의 둘째 아들이다. 1002년 볼레슬라프 3세와 함께 신성 로마 제국으로 망명했지만 1003년 보헤미아의 공작을 역임하고 있던 블라디보이가 사망하면서 보헤미아로 귀환했다.
1004년 신성 로마 제국의 황제였던 하인리히 2세의 지원을 통해 프라하에 입성하면서 보헤미아의 공작으로 즉위했다. 1012년에는 그의 공작위를 노리고 있던 올드르지흐가 야로미르의 두 눈을 멀게 만들면서 쫓겨났다.
1033년 올드르지흐를 몰아내고 보헤미아의 공작으로 복위했지만 1034년 브르제티슬라프 1세에 의해 쫓겨났다. 1035년 11월 4일 리사나트라벰(Lysá nad Labem)에서 수감 생활을 하던 도중에 브르쇼프치(Vršovci) 가문에 의해 암살당했다.
| 전임 볼레슬라프 4세 | 보헤미아의 공작 1004년 ~ 1012년 | 후임 올드르지흐 |

| 전임 올드르지흐 | 보헤미아의 공작 1033년 ~ 1034년 | 후임 올드르지흐 |